# 大泉寺 (小牧市)
大泉寺（だいせんじ）は、愛知県小牧市にある曹洞宗の寺院。

## 概要
山号は金剛山。小牧十観音の第十番札所、尾張西国三十三観音の第八番札所でもある。

## 交通手段
- こまき巡回バスの「池之内西」バス停留所下車、徒歩で約3分。

## 写真集

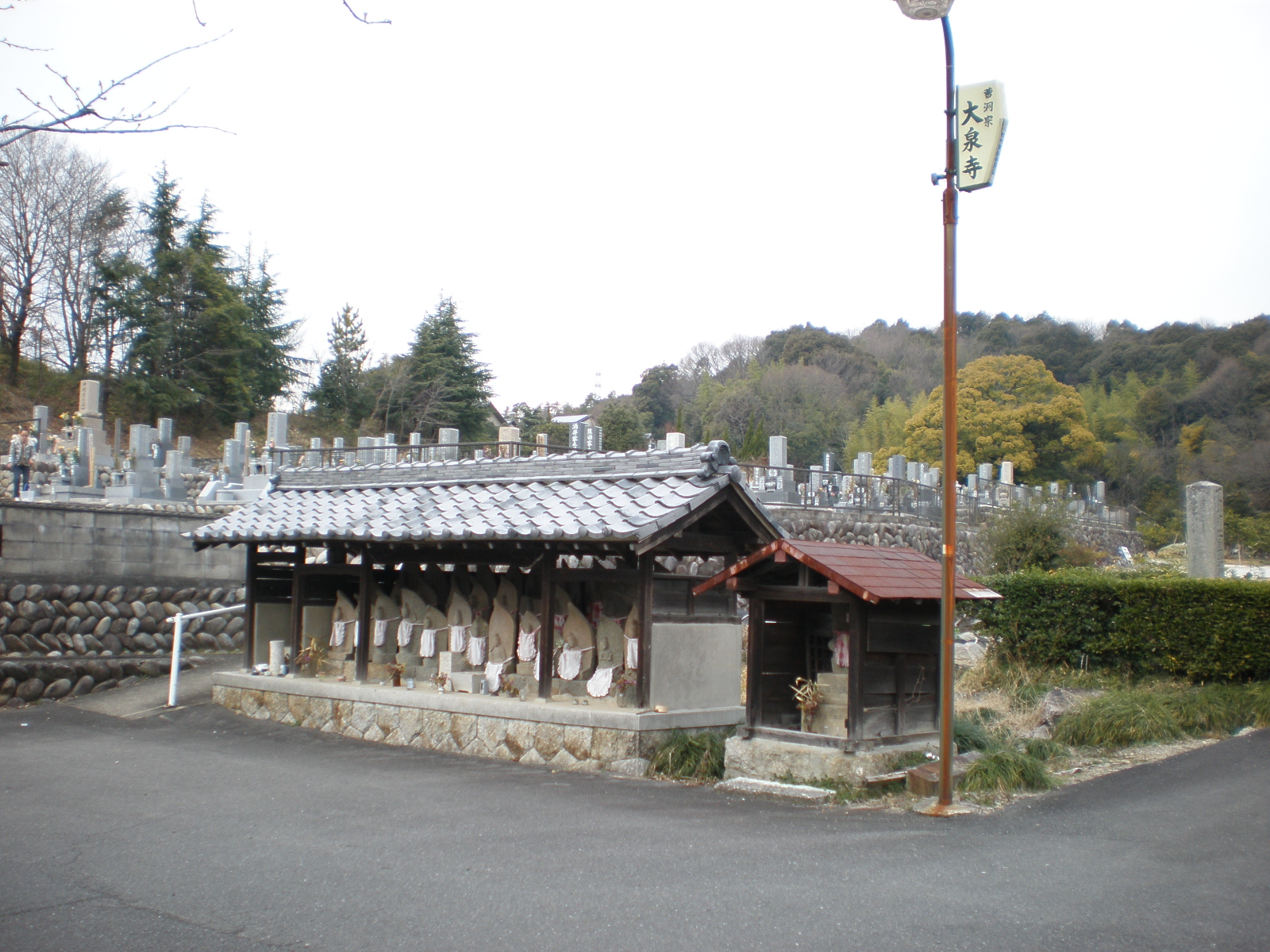
観音像と墓地
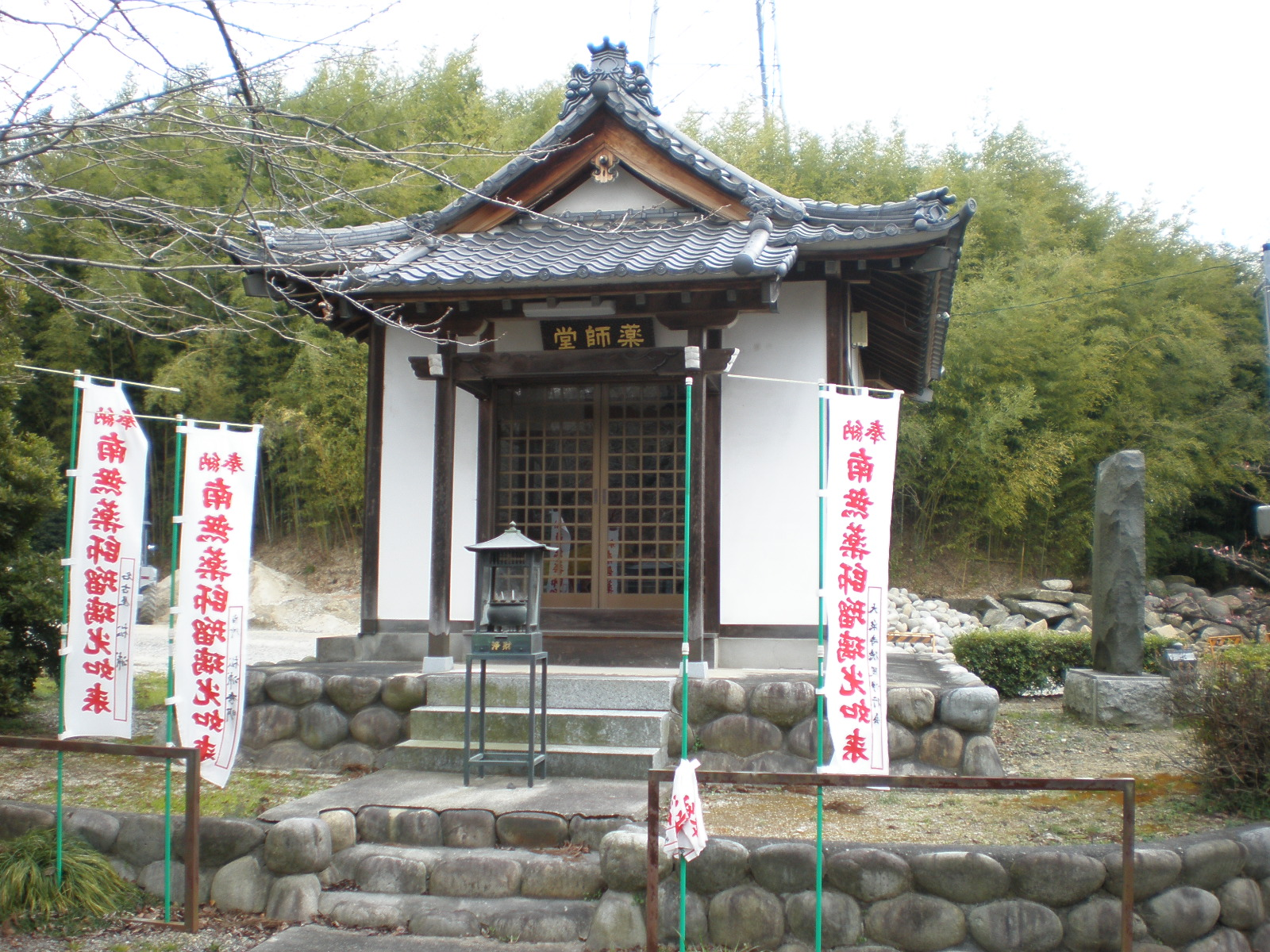
薬師堂